# Gouverne
Pour les articles homonymes, voir Gouverne (homonymie).
 (janvier 2017).
Si vous disposez d'ouvrages ou d'articles de référence ou si vous connaissez des sites web de qualité traitant du thème abordé ici, merci de compléter l'article en donnant les références utiles à sa vérifiabilité et en les liant à la section « Notes et références ».

Animation de l'effet des différentes gouvernes dans un avion

Une gouverne est une surface mobile, agissant dans l'air et servant à piloter un avion, un dirigeable ou une fusée, par l'intermédiaire des commandes de vol, selon un de ses trois axes :
- tangage : rotation dans le plan vertical pour cabrer (monter) ou piquer (descendre) ;
- roulis : inclinaison latérale en virage ;
- lacet : rotation dans le plan horizontal pour « tourner » à gauche ou à droite.

Il s'agit généralement d'une surface articulée dont le changement d'orientation génère une force aérodynamique, de même que le gouvernail d'un bateau utilise une force hydrodynamique.

## Contrôle de la trajectoire
Cette force, qui agit avec un bras de levier, crée un moment (le produit d'une force par une distance) pour obtenir la rotation du mobile autour d'un des trois axes :
- pour modifier sa trajectoire, ou, au contraire ;
- pour conserver la trajectoire du mobile soumis à une excitation extérieure déstabilisante (vague, turbulence).

## Disposition
Les aérodynes ou les missiles possèdent des surfaces servant à la portance (ailes) et à la stabilisation (empennages). Ces dernières surfaces sont généralement équipées de parties mobiles servant au pilotage. Les parties mobiles sont disposées avec le plus grand bras de levier possible :
- en transversal pour le contrôle en roulis : généralement au bout des ailes ;
- en longitudinal pour le contrôle en tangage et en lacet : loin du centre de gravité, généralement à l'arrière.

### Gouverne de tangage
Contrôle en tangage, à l'aide :
- de la gouverne de tangage qui est situé derrière le plan fixe de l'empennage horizontal ;
- d'un plan horizontal fixe à l'avant dit plan canard présentant un volet de profondeur mobile. Note : le plan canard n'est pas un empennage, mais une aile portante. Dans ce cas c'est l'aile arrière qui est le stabilisateur en tangage ;
- d'un plan horizontal complètement mobile, dit empennage « monobloc » en une ou deux parties. L'incidence de ces deux parties varie généralement dans le même sens ;
- d'un volet de profondeur, appelé aileron « élévateur » ou « élevon » (voir plus bas), disposé au bord de fuite de l'aile (aile Delta).

### Gouvernes de roulis
Contrôle en roulis, à l'aide :
- des ailerons, quand l'un se lève, l'autre s'abaisse ;
- et parfois de spoilers (destructeurs de portance) actionnés séparément (on lève le spoiler du côté de l'aile qui doit baisser) ;
- d'une conjugaison des deux précédentes (ailerons plus spoilers) à basse vitesse sur les avions de ligne qui en sont équipés ;
- d'un gauchissement de l'aile (utilisé sur les premiers avions, démunis d'ailerons).

On peut obtenir également du roulis de façon indirecte en agissant sur la gouverne de direction (qui va agir sur l'axe de lacet). Le mouvement de rotation entraîne une dissymétrie de portance des ailes qui donne du roulis. On parle alors de « roulis induit ». Cette technique est utilisée par les planeurs dits « deux axes » qui n'ont pas d'ailerons, ainsi que par les avions de la formule Mignet « Pou du ciel » (ailes en tandem sans ailerons).

### Gouverne de direction
Contrôle en lacet, à l'aide :
- d'une ou de deux, voire trois gouvernes de lacet qui est une gouverne de correction du pilotage ou d'attaque oblique (et non de direction) ;
- de volets placés au bord de fuite des winglets ou dérives disposées en bout d'aile (avion-canard ou aile volante) et actionnés d'un seul côté ;
- d'aérofreins en bout d'aile actionnés d'un seul côté pour créer un moment de lacet (aile volante).

### Compensateurs
Pour diminuer les efforts sur les commandes, des compensateurs peuvent être installés. Ils peuvent être mécaniques (ressorts) ou aérodynamiques (petite surface mobile installée au bord de fuite de la gouverne).

### Mixage de deux fonctions
Une gouverne peut agir sur deux axes, ce qui nécessite un mélangeur mécanique ou électronique :
- en tangage et roulis, à l'aide des élevons montés sur les avions à ailes delta.

Les élevons (de l'anglais elevon, contraction de elevator - aileron) agissent dans le même sens pour le tangage, et en sens inverse pour le roulis ;
- en tangage et lacet, dans le cas d'avions à empennage en V (exemple : Fouga Magister, Beechcraft V-35).

Les volets d'empennage agissent dans le même sens pour le tangage, et en sens inverse pour le lacet.
Une gouverne peut agir sur un axe et sur la portance ou la traînée :
- les flaperons (contraction de l'anglais flap - aileron), disposés au bord de fuite de l'aile, agissent dans le même sens pour la portance (comme des volets), et en sens inverse pour le roulis (comme des ailerons) ;
- les spoilers (destructeurs de portance), disposés généralement à l'extrados, agissent dans le même sens pour réduire la portance et augmenter la traînée, et en différentiel pour le roulis et le lacet.

## Gouvernes libres ou bloquées

Surfaces de commande
1. Winglet
2. Aileron basse vitesse
3. Aileron haute vitesse
4. Carénage de chariot de volet
5. Volet Krüger
6. Bec
7. Volet interne à trois fentes
8. Volet externe
9. Spoilers
10. Spoilers-Aérofreins

Surfaces de commande

1. Winglet

2. Aileron basse vitesse

3. Aileron haute vitesse

4. Carénage de chariot de volet

5. Volet Krüger

6. Bec

7. Volet interne à trois fentes

8. Volet externe

9. Spoilers

10. Spoilers-Aérofreins

### Transmission
Commandes mécaniques : la gouverne est reliée mécaniquement (câbles ou bielles) au manche tenu (ou laissé libre) par le pilote.
Commandes électriques ou électro-hydrauliques par « servo-commandes » : la gouverne est constamment bloquée à la position déterminée par le pilote (modèles radio-commandés) ou par des vérins pilotés par l'ordinateur de bord (avions de ligne depuis Airbus).
Les hélicoptères n'ont pas de gouvernes aérodynamiques (dépendant de la vitesse) : ils sont pilotés par des variations de portance de leurs rotors : en lacet par variation de la force latérale produite par le rotor de queue, en tangage et en roulis par une asymétrie de portance du rotor principal. 
Les dispositifs hypersustentateurs (becs de bord d'attaque, volets de bord de fuite) ne sont pas des gouvernes. Ils ne servent pas à piloter l'avion sur ses trois axes, mais à faire varier la portance (et la traînée) de l'aile. Les effets importants du braquage des volets sur l'équilibre en tangage sont des effets induits non désirés.

## Ailes delta
Les ailes delta sont utilisées par exemple sur Mirages et Concorde. Les élévateurs ou les élevons sont relevés vers le haut aux forts Cz (décollage et atterrissage), comme sur tous les avions à aile delta qui n'ont pas et ne peuvent pas avoir de dispositifs hypersustentateurs (le moment piqueur des volets est impossible à équilibrer faute d'empennage).

## Ailes delta + plan canard
À l'aide d'un système de mixage, les ailerons peuvent être braqués vers le bas et servir de dispositif hypersustentateur, augmentant ainsi la surface disponible des volets. L'avion Rafale est équipé de plans canards pouvant générer un moment cabreur. À l'atterrissage, au lieu d'être braqués vers le haut, les élevons sont légèrement braqués vers le bas, ce qui a permis d'abaisser la vitesse minimale d'approche (appontage sur porte-avions). Cette portance est cependant plus faible que celle de volets d'atterrissage à simple ou double fente montés sur les avions conventionnels.

## Poussée vectorielle
Les matériaux et techniques modernes permettent d'influer sur la direction du jet des gaz sortant de la tuyère et de l'orienter (voir l'avion expérimental Rockwell-MBB X-31), ce qui permet d'augmenter la maniabilité  pour effectuer des manœuvres acrobatiques comme le cobra. La suppression des surfaces verticales permet une amélioration de la discrétion ou furtivité, mais les gouvernes aérodynamiques restent indispensables en cas de panne moteur.
Le X-31 a gardé son empennage vertical. Il n'a pas d'empennage horizontal parce qu'il a une aile delta. Les engins volants sans empennages sont naturellement instables sur les trois axes. Des moments stabilisateurs sont nécessaires : ils sont obtenus soit par des surfaces stabilisatrices, soit par des modifications de formes qui altèrent l'efficacité, diminuent la portance maximale et la plage de centrage.
La suppression des gouvernes est possible en théorie, mais en fait dans certains cas seulement. À la réduction des gaz (ou en cas de panne moteur), il n'y a plus de contrôle. On ne peut supprimer les gouvernes et piloter avec la poussée que si l'engin ne fonctionne qu'à plein gaz (missile, fusée) ou dispose de plusieurs moteurs fonctionnant à puissance non nulle à basse vitesse (engin de décollage vertical VTOL).